# Pteronemobius kinabaluensis
Pteronemobius kinabaluensis är en insektsart som beskrevs av Sigfrid Ingrisch 1987. Pteronemobius kinabaluensis ingår i släktet Pteronemobius och familjen syrsor. Inga underarter finns listade i Catalogue of Life.